# Вільям Боуен Кемпбелл
Вільям Боуен Кемпбелл (англ. William Bowen Campbell; 1 лютого 1807, округ Самнер, штат Теннессі — 19 серпня 1867, округ Вільсон, штат Теннессі) — американський політик, член партіі вігів. Він був членом Палати представників США 1837—1843 та 1866—1867. Губернатор штату Теннессі (1851—1853).
Кемпбелл вивчав право і в 1829 році розпочав свою кар'єру адвоката в Карфагені, штат Теннессі. Після трьох мандатів у Палаті представників Кемпбелл вирішив не претендувати на переобрання. Брав участь у Американо-мексиканській війні у званні полковника, а після війни працював суддею в штаті Теннессі. Кинув виклик чинному губернатору Вільяму Трусдейлу на виборах і переміг.
Після перебування на посаді губернатора він працював спочатку директором банку, а згодом суддею. Підтримав Джона Белла на президентських виборах у США 1860 року. Кемпбелл був рішучим противником виходу Теннессі зі Сполучених Штатів. Брав участь у Громадянській війні в званні бригадного генерала в армії Північних Штатів. Після війни ненадовго знову був членом Конгресу. У новій ситуації партія вігів більше не існувала, але Кемпбелл був обраний профспілкою.
Могила Кемпбелла знаходиться на цвинтарі Cedar Grove в Лебаноні, штат Теннессі.